# Port lotniczy Macapá
Port lotniczy Macapá (IATA: MCP, ICAO: SBMQ) – port lotniczy położony w Macapá, w stanie Amapá, w Brazylii.

## Linie lotnicze i połączenia
- Gol Transportes Aéreos (Belém-Val de Cães, Brasília, Foz do Iguaçu, Rio de Janeiro-Galeão, São Paulo-Congonhas, São Paulo-Guarulhos)
- Puma Air (Belém-Val de Cães, São Paulo-Guarulhos)
- TAM Linhas Aéreas (Belém-Val de Cães, Brasília, São Paulo-Congonhas)